# Hot Shot
"Hot Shot" is een disconummer van de Amerikaanse zangeres Karen Young uit 1978.
Het lied is geschreven en geproduceerd door Andrew Kahn en Kurt Borusiewicz en opgenomen voor Youngs debuutalbum. "Hot Shot" is met afstand Youngs grootste, en in veel landen ook enige, hit. Het bereikte de toppositie van de Amerikaanse National Disco Action Top 40 en de 67e plek in de reguliere hitlijst. In het Verenigd Koninkrijk kwam het tot een 34e plek. In de Nederlandse Top 40 werd de tweede plek behaald.
Het nummer werd in 1997 in een nieuwe versie, onder de naam "Hot Shot '97", opnieuw uitgebracht en behaalde de tip11 en de Dancesmash op Radio 538.
Het nummer werd ook in 2007 in een nieuwe versie, onder de naam "Hot Shot: The Karen Young Reheat", opnieuw uitgebracht en behaalde toen de zevende plek in de Amerikaanse dance-hitlijst.

## NPO Radio 2 Top 2000
| Nummer met noteringen in de NPO Radio 2 Top 2000 | '99  | '00  | '01 | '02  | '03  | '04  |
| ------------------------------------------------ | ---- | ---- | --- | ---- | ---- | ---- |
| Hot Shot                                         | 1149 | 1380 | -   | 1838 | 1724 | 1828 |

1. ↑  Een '-' betekent dat het nummer niet was genoteerd en een vetgedrukt getal geeft de hoogste notering aan.
2. ↑  Deze tabel is bijgewerkt tot en met de laatste editie (2024).